# Synagoge von Ägina

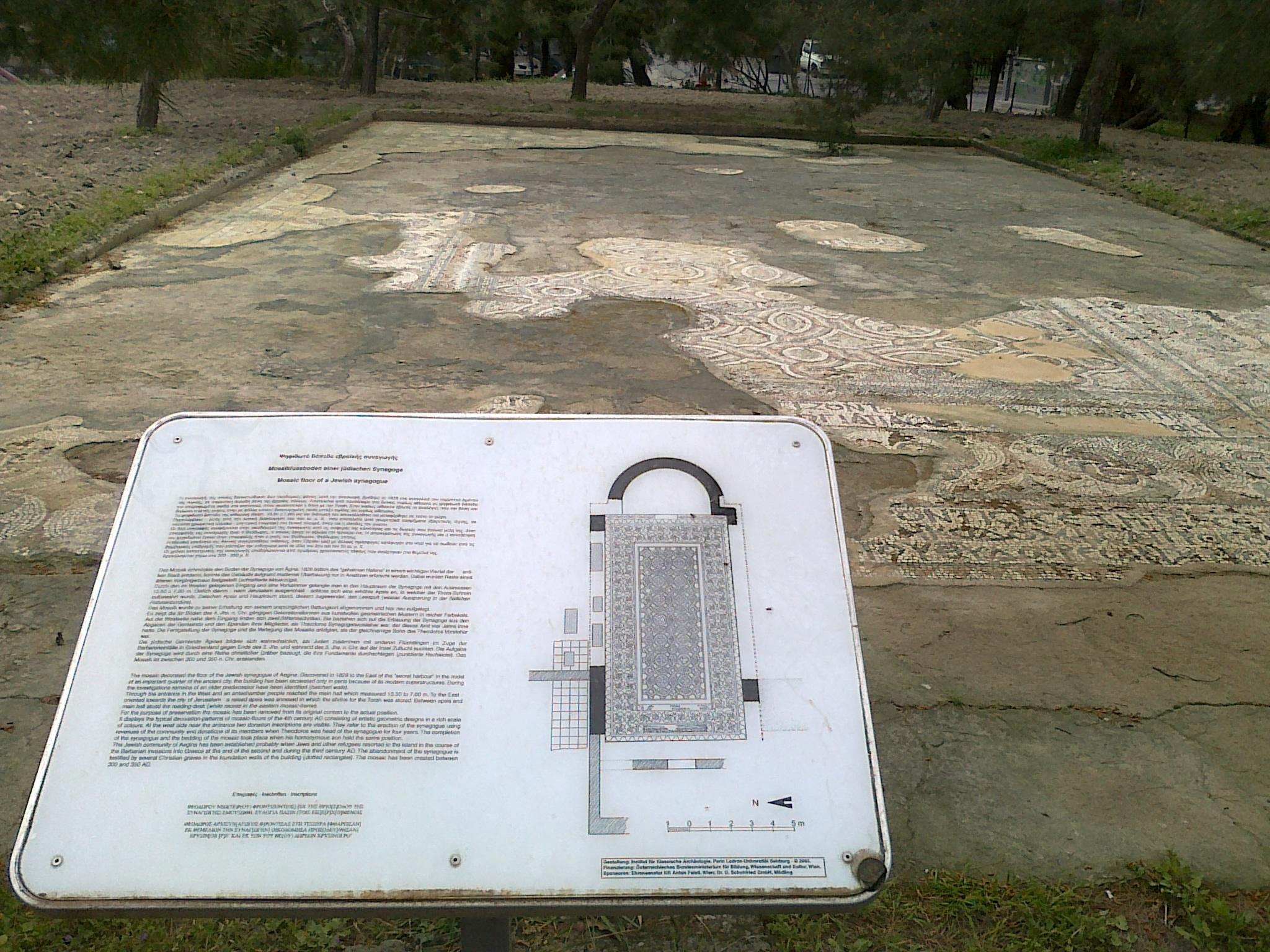
Überblick und Plan der Synagoge von Ägina

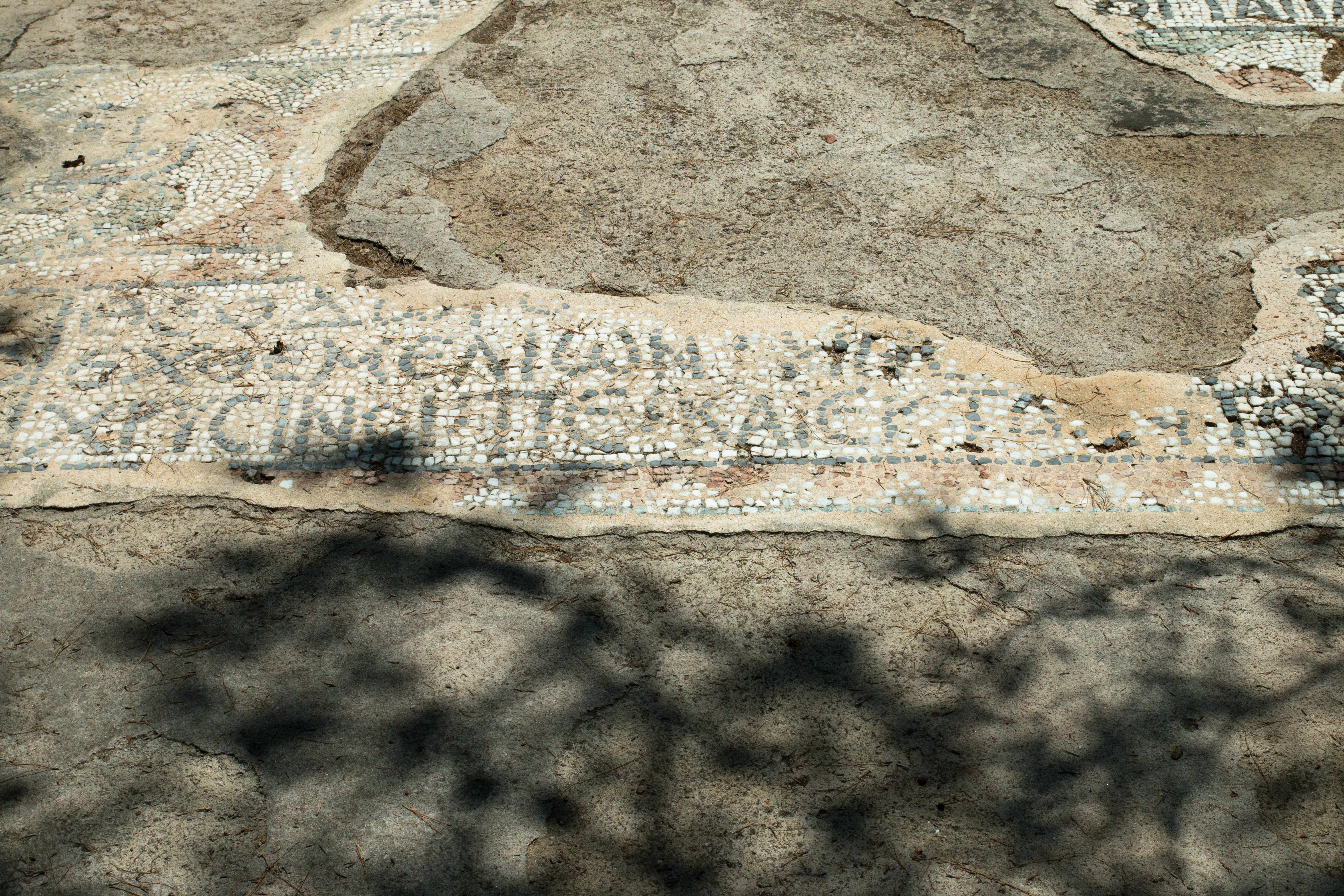
Mosaikfußboden der Synagoge von Ägina, Inschrift des Synagogenvorstehers Theodotos

Die Synagoge von Ägina war eine antike Synagoge auf der griechischen Insel Ägina. Sie wird ins 4. Jahrhundert datiert.
Schon 1829 waren die Ruinen der Synagoge von einem Reisenden bemerkt worden, aber erst 1901 und 1904 wurde das Gebäude untersucht. Eleasar Sukenik erforschte die Synagoge im Jahr 1928; 1932 wurde sie von deutschen Archäologen ausgegraben.
Der zentrale Raum war 13,50 Meter lang und 7,60 Meter breit. Die Apsis im Osten hatte einen Durchmesser von 5,50 Meter. Der Raum wurde von Westen her betreten; hier befand sich möglicherweise ein Vorraum. Von weiteren Nebenräumen hat man Spuren gefunden.
Ein mäßig gut erhaltener Mosaikfußboden zeigt geometrische Muster. Im Eingangsbereich gibt es zwei griechische Inschriften in Tabulae ansatae. Mit der ersten Inschrift dokumentiert der Synagogenvorsteher Theodotos, dass er während seiner vierjährigen Amtszeit die Synagoge erbaute. Die zweite Inschrift vermeldet, dass der jüngere Theodotos während seiner Amtszeit das Mosaik aus Mitteln der Synagoge verlegen ließ.
Das Mosaik wurde von seinem Fundort in Hafennähe auf das Gelände des Archäologischen Museums der Insel versetzt.